# هوندا آکورد (نسل هفتم آمریکای شمالی)
هوندا آکورد (نسل هفتم آمریکای شمالی) (Honda Accord (North America seventh generation)) خودرویی است.
این خودرو در کلاس خودرو سایز متوسط قرار گرفته و طراحی آن خودروهای موتور جلو-محور جلو بوده وزن آن در حالت طبیعی ۳٬۱۹۵ پوند (۱٬۴۴۹ کیلوگرم) است. سیستم جعبه‌دندهٔ آن ۶ دنده به دو صورت خودکار و دستی است.